# Adenor Gondim
Adenor Gondim (Rui Barbosa - Bahia, 1950) é um fotógrafo brasileiro. Realizou um vasto trabalho fotográfico sobre a cidade de Cachoeira, na Bahia, e sobre a Irmandade da Boa Morte, suas festas e procissões.